# Euphorbia erinacea
Euphorbia erinacea är en törelväxtart som beskrevs av Pierre Edmond Boissier och Karl Theodor Kotschy. Euphorbia erinacea ingår i släktet törlar, och familjen törelväxter. Inga underarter finns listade i Catalogue of Life.